# Csak egy kis kurázsi
A Csak egy kis kurázsi (eredeti cím: Just Add Water) 2008-ban bemutatott amerikai romantikus filmvígjáték, melyet Hart Bochner írt és rendezett. A főszerepben Dylan Walsh, Tracy Middendorf, Danny DeVito és Penny Balfour látható.
A film 2008. június 17-én jelent meg.

## Rövid történet
Ray (Dylan Walsh) megszabadul problémás életétől, újra szerelembe majd megszabadítja városát egy drogdílertől.

## Szereplők
- Dylan Walsh: Ray Tuckby
- Tracy Middendorf: Nora
- Danny DeVito: Merl Stryker
- Penny Balfour: Charlene
- Will Rothhaar: Dirk
- Justin Long: Spoonie
- Melissa McCarthy: Selma
- Anika Noni Rose: R'ch'lle
- Jonah Hill: Eddie Tuckby
- June Squibb: anya
- Brad Hunt: Denny
- Lindsey Axelsson: Chrisy
- Chelsea Field: Jeanne
- Cerina Vincent: Mrs.
- Tracey Walter: Clem
- Jenifer Boisvert: ápolónő